# Áfra Attila Tamás
Áfra Attila Tamás (1986. december 8. –) erdélyi magyar informatikus, egyetemi oktató.

## Életpályája
2008-ban informatika szakot végzett a kolozsvári Babeș–Bolyai Tudományegyetemen, ugyanott 2010-ben elvégezte az intelligens rendszerek mesterszakot. 2013-tól tanársegéd a kolozsvári egyetem matematika és informatika karán. 2013-ban doktorált High-Performance Ray Tracing on Modern Parallel Processors című tézisével.

## Munkássága
Szakterület: Számítógépes grafika, párhuzamos algoritmusok

### Válogatott cikkei
- Áfra A. T., Szirmay-Kalos L.: Stackless Multi-BVH traversal for CPU, MIC and GPU ray tracing. Computer Graphics Forum (2013).
- Áfra A. T.: Interactive ray tracing of large models using voxel hierarchies. Computer Graphics Forum 31, 1 (2012), 75-88.

### Díjak
- Tudományos és technikai Oscar-díj, Amerikai Filmművészeti és Filmtudományi Akadémia (AMPAS), 2020 (az Intel Embree fejlesztő csapat tagjaként), Krónika, 2021. március 8. Online hozzáférés
- Tudományos és technikai Oscar-díj, Amerikai Filmművészeti és Filmtudományi Akadémia (AMPAS), 2025.

## Külső hivatkozások
- A Babeş–Bolyai Tudományegyetem matematika és informatika karának honlapja